# Mathews County
Mathews County ist ein County im Bundesstaat Virginia der Vereinigten Staaten. Im Jahr 2020 hatte das County 8533 Einwohner und eine Bevölkerungsdichte von 38,4 Einwohner pro Quadratkilometer. Der Verwaltungssitz (County Seat) ist Mathews.

## Geographie
Mathews County liegt im äußersten Osten von Virginia, grenzt an die Chesapeake Bay und hat eine Fläche von 653 Quadratkilometern, wovon 431 Quadratkilometer Wasserfläche sind. Es grenzt im Uhrzeigersinn an folgende Countys: Gloucester County und Middlesex County.

## Geschichte
Gebildet wurde es 1791 aus Teilen des Gloucester County. Benannt wurde es nach dem Brigadegeneral Thomas Mathews und Sprecher der Delegierten in der Nationalversammlung von Virginia. 1776 verließ der letzte königliche Gouverneur, Lord Dunmore, nachdem er von General Andrews Lewis und der Kontinentalarmee bis nach Gwynn's Island gejagt wurde.

## Demografische Daten

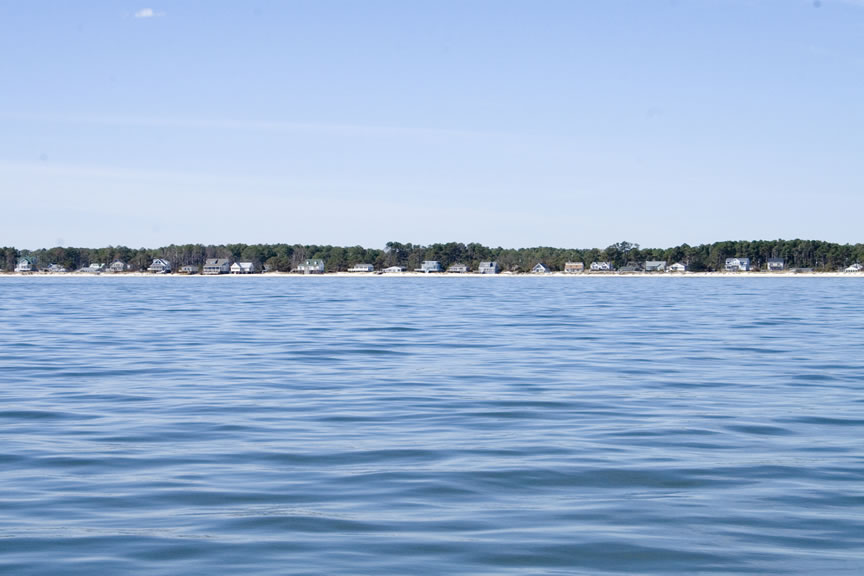
Häuser entlang der Chesapeake Bay

Alterspyramide des Mathews County

Nach der Volkszählung im Jahr 2000 lebten im Mathews County 9207 Menschen in 3932 Haushalten und 2823 Familien. Die Bevölkerungsdichte betrug 41 Einwohner pro Quadratkilometer. Ethnisch betrachtet setzte sich die Bevölkerung zusammen aus 87,30 Prozent Weißen, 11,25 Prozent Afroamerikanern, 0,25 Prozent amerikanischen Ureinwohnern, 0,18 Prozent Asiaten und 0,31 Prozent aus anderen ethnischen Gruppen; 0,70 Prozent stammten von zwei oder mehr Ethnien ab. 0,79 Prozent der Bevölkerung waren spanischer oder lateinamerikanischer Abstammung.
Von den 3932 Haushalten hatten 24,2 Prozent Kinder und Jugendliche unter 18 Jahre, die bei ihnen lebten. 61,2 Prozent waren verheiratete, zusammenlebende Paare, 7,9 Prozent waren allein erziehende Mütter, 28,2 Prozent waren keine Familien, 24,9 Prozent waren Singlehaushalte und in 13,5 Prozent lebten Menschen im Alter von 65 Jahren oder darüber. Die Durchschnittshaushaltsgröße betrug 2,32 und die durchschnittliche Familiengröße lag bei 2,75 Personen.
Auf das gesamte County bezogen setzte sich die Bevölkerung zusammen aus 19,9 Prozent Einwohnern unter 18 Jahren, 5,2 Prozent zwischen 18 und 24 Jahren, 23,1 Prozent zwischen 25 und 44 Jahren, 30,1 Prozent zwischen 45 und 64 Jahren und 21,6 Prozent waren 65 Jahre alt oder darüber. Das Durchschnittsalter betrug 46 Jahre. Auf 100 weibliche Personen kamen 93,2 männliche Personen. Auf 100 Frauen im Alter von 18 Jahren oder darüber kamen statistisch 91,7 Männer.
Das jährliche Durchschnittseinkommen eines Haushalts betrug 43.222 USD, das Durchschnittseinkommen der Familien betrug 50.653 USD. Männer hatten ein Durchschnittseinkommen von 36.294 USD, Frauen 23.434 USD. Das Prokopfeinkommen betrug 23.610 USD. 6,0 Prozent der Bevölkerung und 4,3 Prozent der Familien lebten unterhalb der Armutsgrenze. Davon waren 7,5 Prozent Kinder oder Jugendliche unter 18 Jahre und 4,8 Prozent waren Menschen über 65 Jahre.